# Aigondigné
Aigondigné es una comuna nueva francesa situada en el departamento de Deux-Sèvres, de la región de Nueva Aquitania.

## Historia
Fue creada el 1 de enero de 2019, en aplicación de una resolución del prefecto de Deux-Sèvres de 13 de noviembre de 2018 con la unión de las comunas de Aigonnay, Mougon-Thorigné y Sainte-Blandine, pasando a estar el ayuntamiento en la antigua comuna de Mougon.

## Demografía
Según los datos aportados en la resolución del prefecto de Deux-Sèvres, la comuna se crea con 4896 habitantes.

## Composición
| Comuna fusionada | Código INSEE | Población (2016) | Superficie (km²) | Densidad (hab./km²) |
| ---------------- | ------------ | ---------------- | ---------------- | ------------------- |
| Aigonnay         | 79004        | 644              | 14.05            | 46                  |
| Mougon           | 79185        | 2149             | 21.29            | 101                 |
| Sainte-Blandine  | 79240        | 708              | 16.27            | 44                  |
| Thorigné         | 79327        | 1288             | 18.26            | 71                  |